# Bahnstrecke Neumarkt-Sankt Veit–Landshut
| |                      |                                         |                                         |
| Streckennummer (DB): | 5720                 |                                         |                                         |
| Kursbuchstrecke (DB): | 945                  |                                         |                                         |
| Kursbuchstrecke: | 427p (1946)          |                                         |                                         |
| Streckenlänge: | 38,875 km            |                                         |                                         |
| Spurweite: | 1435 mm (Normalspur) |                                         |                                         |
| Streckenklasse: | D4                   |                                         |                                         |
| Maximale Neigung: | 12,5 ‰               |                                         |                                         |
| Minimaler Radius: | 297 m                |                                         |                                         |
| Streckengeschwindigkeit: | 120 km/h             |                                         |                                         |
| Zugbeeinflussung: | PZB                  |                                         |                                         |
| |                      |                                         |                                         |
| \| \| \| von Mühldorf (Oberbay) \| \| \| \| 0,000 \| Neumarkt-St. Veit \| 446 m \| \| \| 0,230 \| nach Pilsting und nach Passau Hbf \| nach Pilsting und nach Passau Hbf \| \| \| 6,347 \| Egglkofen \| 452 m \| \| \| 10,991 \| Aich (Niederbay) (ehem. Bf) \| 470 m \| \| \| \| Anschluss Bulthaup (bis 1990) \| \| \| \| 15,445 \| Große Vils (89 m) \| Große Vils (89 m) \| \| \| 15,618 \| Vils-Flutkanal (86 m) \| Vils-Flutkanal (86 m) \| \| \| 16,452 \| Vilsbiburg \| 450 m \| \| \| 19,700 \| Höhenberg (bis 1977) \| Höhenberg (bis 1977) \| \| \| 24,966 \| Flutbrücke (82 m) \| Flutbrücke (82 m) \| \| \| 25,182 \| Kleine Vils (41 m) \| Kleine Vils (41 m) \| \| \| 25,554 \| Geisenhausen \| 462 m \| \| \| 29,740 \| Götzdorf (Niederbay) (bis 1988) \| Götzdorf (Niederbay) (bis 1988) \| \| \| 33,830 \| Roßbach (73 m) \| Roßbach (73 m) \| \| \| 35,740 \| Landshut (Bay) Süd (ehem. Bf) \| 411 m \| \| \| 36,144 \| Isar (Achdorfer Eisenbahnbrücke, 329 m) \| Isar (Achdorfer Eisenbahnbrücke, 329 m) \| \| \| 37,880 \| Infrastrukturgrenze RNI / DB InfraGO \| Infrastrukturgrenze RNI / DB InfraGO \| \| \| 38,123 \| Pfettrach, Flutmulde Landshut (118 m) \| Pfettrach, Flutmulde Landshut (118 m) \| \| \| \| von München Hbf und von Rottenburg \| \| \| \| 38,875 \| Landshut (Bay) Hbf \| 393 m \| \| \| \| nach Bayerisch Eisenstein \| \| \| \| \| nach Regensburg Hbf \| \| \| \| \| \| \| \| Quellen: [1][2][3][4][5] \| \| \| \| |                      |                                         |                                         |
| Strecke |                      | von Mühldorf (Oberbay)                  | von Mühldorf (Oberbay)                  |
| Bahnhof | 0,000                | Neumarkt-St. Veit                       | 446 m                                   |
| Abzweig geradeaus und nach rechts | 0,230                | nach Pilsting und nach Passau Hbf       | nach Pilsting und nach Passau Hbf       |
| Bahnhof | 6,347                | Egglkofen                               | 452 m                                   |
| Haltepunkt / Haltestelle | 10,991               | Aich (Niederbay) (ehem. Bf)             | 470 m                                   |
| Abzweig geradeaus und ehemals nach rechts |                      | Anschluss Bulthaup (bis 1990)           | Anschluss Bulthaup (bis 1990)           |
| Brücke über Wasserlauf | 15,445               | Große Vils (89 m)                       | Große Vils (89 m)                       |
| Brücke über Wasserlauf | 15,618               | Vils-Flutkanal (86 m)                   | Vils-Flutkanal (86 m)                   |
| Bahnhof | 16,452               | Vilsbiburg                              | 450 m                                   |
| ehemaliger Bahnhof | 19,700               | Höhenberg (bis 1977)                    | Höhenberg (bis 1977)                    |
| Brücke | 24,966               | Flutbrücke (82 m)                       | Flutbrücke (82 m)                       |
| Brücke über Wasserlauf | 25,182               | Kleine Vils (41 m)                      | Kleine Vils (41 m)                      |
| Bahnhof | 25,554               | Geisenhausen                            | 462 m                                   |
| ehemaliger Bahnhof | 29,740               | Götzdorf (Niederbay) (bis 1988)         | Götzdorf (Niederbay) (bis 1988)         |
| Brücke über Wasserlauf | 33,830               | Roßbach (73 m)                          | Roßbach (73 m)                          |
| Haltepunkt / Haltestelle | 35,740               | Landshut (Bay) Süd (ehem. Bf)           | 411 m                                   |
| Brücke über Wasserlauf | 36,144               | Isar (Achdorfer Eisenbahnbrücke, 329 m) | Isar (Achdorfer Eisenbahnbrücke, 329 m) |
| Wechsel des Eisenbahninfrastrukturunternehmens | 37,880               | Infrastrukturgrenze RNI / DB InfraGO    | Infrastrukturgrenze RNI / DB InfraGO    |
| Brücke über Wasserlauf | 38,123               | Pfettrach, Flutmulde Landshut (118 m)   | Pfettrach, Flutmulde Landshut (118 m)   |
| Abzweig geradeaus und von links |                      | von München Hbf und von Rottenburg      | von München Hbf und von Rottenburg      |
| Bahnhof | 38,875               | Landshut (Bay) Hbf                      | 393 m                                   |
| Abzweig geradeaus und nach rechts |                      | nach Bayerisch Eisenstein               | nach Bayerisch Eisenstein               |
| Strecke |                      | nach Regensburg Hbf                     | nach Regensburg Hbf                     |
| |                      |                                         |                                         |
| Quellen: |                      |                                         |                                         |

Die Bahnstrecke Neumarkt-Sankt Veit–Landshut ist eine Hauptbahn in Bayern. Sie zweigt in Neumarkt-Sankt Veit von der Bahnstrecke Mühldorf–Pilsting ab und führt über Vilsbiburg nach Landshut. 
Die Strecke wird von der DB RegioNetz Infrastruktur GmbH als Teil des Regio-Netzes Südostbayernbahn betrieben.

## Geschichte

### Planung und Bau
Erste Überlegungen für einen Anschluss der Marktgemeinde Vilsbiburg an das Eisenbahnnetz gab es Anfang der 1860er Jahre: Im Zuge der Planung einer Hauptbahn von München an die österreichische Grenze bemühte sich die Gemeinde um eine Streckenführung durch das Vils- und Rottal, die jedoch zugunsten einer weiter südlich verlaufenden Trasse verworfen wurde.
Am 15. Januar 1872 richtete das Eisenbahnkomitee der Stadt Landshut an das Bayerische Staatsministerium des Königlichen Hauses und des Äußern eine Petition zum Bau einer Bahnstrecke von Landshut über Vilsbiburg nach Neumarkt an der Rott, welche die Hauptbahn München–Regensburg mit der geplanten Bahnstrecke Mühldorf–Plattling verbinden sollte. Das Ministerium beauftragte daraufhin die Actiengesellschaft der bayerischen Ostbahnen mit Geländeuntersuchungen. Da die geringe Bevölkerungsdichte eine Bahnstrecke aus wirtschaftlicher Sicht nicht notwendig erscheinen ließ und es den Ostbahnen an Ingenieuren und Vermessungsgerät mangelte, stellte Ostbahn-Direktor Heinrich Badhauser die Planung der Strecke zunächst zurück. Das Bayerische Kriegsministerium sprach sich hingegen aus strategischen Erwägungen für den Bau der Strecke aus, die es als Teil einer zukünftigen Verbindung von Ingolstadt über Landshut und Mühldorf nach Freilassing betrachtete. Dadurch sollte im Krisenfall eine schnelle Verlegung großer Truppenverbände von der Festung Ingolstadt an die Landesgrenze ermöglicht werden.
Die Königlich Bayerischen Staatseisenbahnen, die die Ostbahngesellschaft 1876 übernommen hatten, sahen den östlichen Streckenendpunkt zunächst weiter nördlich in Gangkofen an der Strecke Mühldorf–Plattling vor. Die Gemeinde Vilsbiburg, die dadurch ihren Eisenbahnanschluss gefährdet sah, setzte sich in einem Gesuch an die Abgeordnetenkammer des Bayerischen Landtags vom 4. Oktober 1877 dafür ein, eine Strecke Landshut–Gangkofen dennoch über Vilsbiburg zu führen. Auf Druck des Kriegsministeriums wurde schließlich doch die direktere Trasse über Vilsbiburg nach Neumarkt an der Rott gewählt. Im Mai 1878 begannen die Bayerischen Staatseisenbahnen mit der Projektierung der Strecke. Mit dem Gesetz vom 1. Februar 1880, „die Vervollständigung des Staatseisenbahnnetzes betreffend“, genehmigte der Landtag die Errichtung der Eisenbahnstrecke von Neumarkt an der Rott nach Landshut und veranschlagte dafür Baukosten von 10 Millionen Mark.

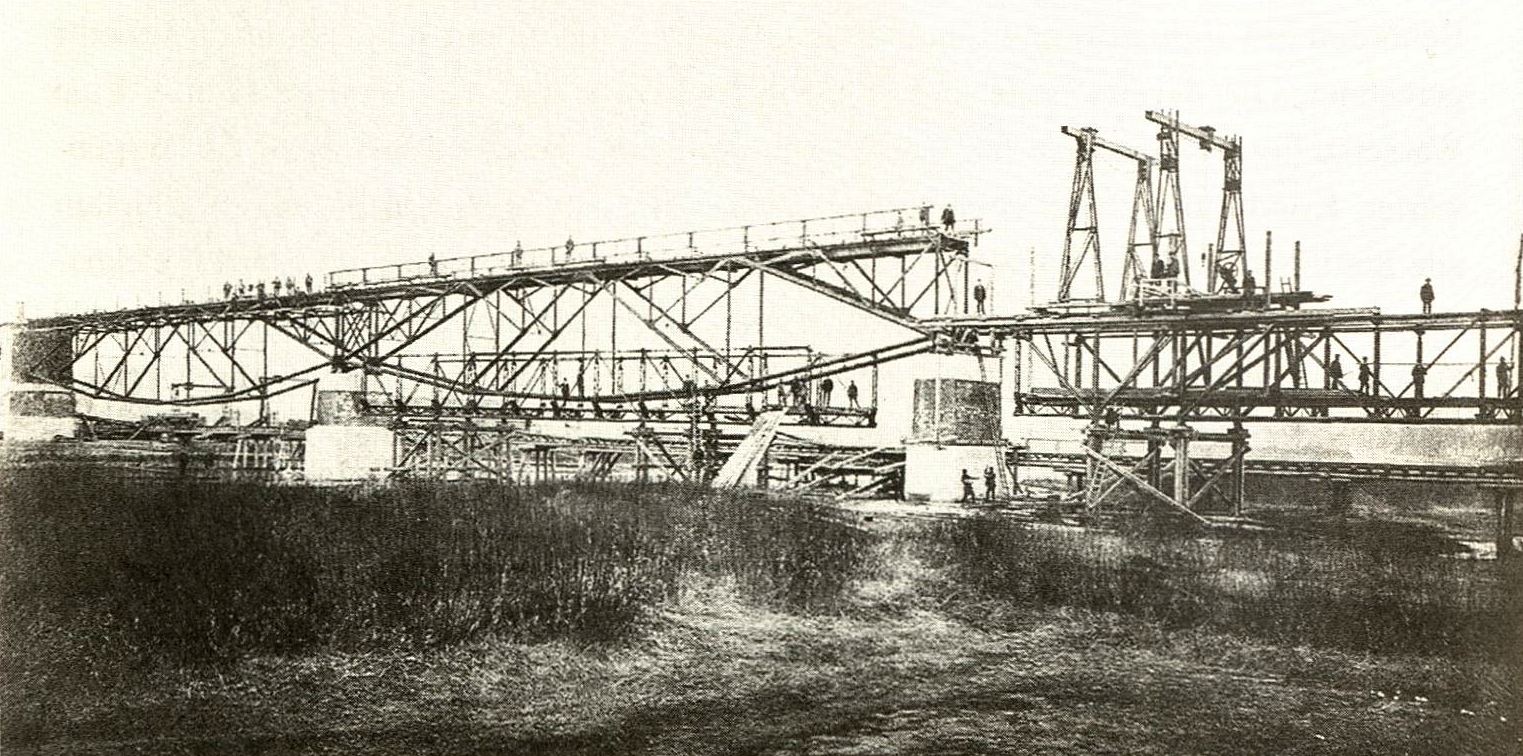
Bau der Achdorfer Isarbrücke (1882)

Im Sommer 1881 begannen die Bauarbeiten. Dafür unterteilten die Bayerischen Staatseisenbahnen die Strecke in drei Bausektionen in Neumarkt, Vilsbiburg und Landshut. Die Bauoberleitung übernahm Eisenbahnbaudirektor Alois Röckl, der später durch Karl Schnorr von Carolsfeld abgelöst wurde. Die Strecke wurde als Sekundärbahn errichtet, aufgrund der militärischen Anforderungen aber mit einer Maximalsteigung von 1:80 und kleinsten Bogenradien von 300 Metern für einen späteren Hauptbahnbetrieb ausgelegt. Im Abschnitt von Vilsbiburg bis Achdorf wurde das Planum auf Wunsch des Kriegsministeriums für einen späteren zweigleisigen Ausbau vorbereitet. Da die Strecke vier Wasserscheiden quert, waren größere Erdarbeiten erforderlich, insbesondere für die Einschnitte bei Eibelswimm und Götzdorf sowie lange Bahndämme in den Überschwemmungsgebieten von Bina, Großer und Kleiner Vils, Ach und Isar. Insgesamt wurden beim Bahnbau 1.222.000 Kubikmeter Erdreich bewegt. Für den Talübergang bei Kumpfmühle musste eine 17 Meter hohe Brücke errichtet und die Distriktstraße von Landshut nach Velden auf einer Länge von 400 Metern verlegt werden. Im Überschwemmungsgebiet bei Landshut errichteten die Bayerischen Staatseisenbahnen sechs Flutbrücken mit zusammen 44 Öffnungen und einer Gesamtlänge von 360 Metern sowie eine 15 Meter hohe Brücke über die Isar. Die aufwendige Trassierung führte zu den hohen Baukosten von beinahe 250.000 Mark pro Kilometer.
Die Probefahrt fand am 15. September 1883 statt. Am 4. Oktober 1883 nahmen die Bayerischen Staatseisenbahnen die 38,88 Kilometer lange Sekundärbahn von Neumarkt an der Rott nach Landshut feierlich in Betrieb.

### Ausbau zur Hauptbahn
Bei ihrer Eröffnung waren an der Strecke Neumarkt–Landshut fünf Zwischenbahnhöfe in Egglkofen, Aich, Vilsbiburg, Geisenhausen und Achdorf (seit 1928: Landshut (Bay) Süd) sowie zwei Haltstellen (Haltepunkte) in Höhenberg und Götzdorf vorhanden. Die Höchstgeschwindigkeit der Strecke lag bei 30 km/h.
Bereits in den ersten Betriebsjahren erreichte die Sekundärbahn ein hohes Fahrgast- und Güteraufkommen; so wurden 1884 alleine in Vilsbiburg 28.065 Fahrkarten verkauft und 5458 Tonnen Güter verladen. Damit übertraf die Strecke das Verkehrsaufkommen der Hauptbahn Mühldorf–Plattling deutlich. Der Güterverkehr aus dem Rottal und dem Grenzbahnhof Simbach in Richtung Norden wurde bald überwiegend über Landshut statt über Plattling geführt, sodass Vorspannlokomotiven zur Unterstützung der leichten Streckenlokomotiven benötigt wurden. Die Gemeinde Vilsbiburg und der Magistrat der Stadt Landshut setzten sich daher schon kurz nach der Inbetriebnahme für eine Aufstufung der Strecke zur Hauptbahn ein, wodurch eine kürzere Fahrzeit und bessere Anschlüsse in Mühldorf und Neumarkt ermöglicht werden sollten.
Da Trasse und Oberbau bereits beim Bau nach Hauptbahnstandards gestaltet worden waren, mussten zur Vorbereitung auf einen Hauptbahnbetrieb lediglich die Sicherheitssysteme ausgebaut werden. Ab 1885 statteten die Bayerischen Staatseisenbahnen 27 bis dahin ungesicherte Bahnübergänge mit Schranken aus und errichteten dafür 15 Schrankenposten. Für die auf Hauptbahnen vorgeschriebene Zugmeldung an die Schrankenwärter richteten die Bayerischen Staatseisenbahnen im Mai 1889 für 25.000 Mark eine elektrische Läutewerkslinie ein. Zum Beginn des Sommerfahrplans am 1. Juni 1889 wurde die Sekundärbahn zur Hauptbahn aufgestuft und die Höchstgeschwindigkeit von 30 auf 50 km/h heraufgesetzt. Die Fahrzeit der Personenzüge zwischen Neumarkt und Landshut konnte dadurch von 95 auf 70 Minuten reduziert werden.
1897 zentralisierten die Königlich Bayerischen Staatseisenbahnen die Weichen- und Signalbedienung an allen Zwischenstationen durch die Einrichtung mechanischer Stellwerke, um den Betrieb auf der Strecke sicherer und wirtschaftlicher durchführen zu können.

### Deutsche Reichsbahn und Zweiter Weltkrieg
Die Tragfähigkeit der mit der Sekundärbahn errichteten Brücken bei Landshut reichte in den 1920er Jahren für die zunehmend schwereren Lokomotiven nicht mehr aus. Von 1929 bis 1931 stattete die Deutsche Reichsbahn daher die Flutbrücken, die Achdorfer Isarbrücke und die Brücke über das Rosental mit neuen Überbauten aus, die für höhere Achslasten ausgelegt waren.
Mit dem Ausbau Berchtesgadens zum zeitweiligen Regierungssitz des Kabinetts Hitler verkehrten ab Mitte der 1930er Jahre vermehrt Regierungssonderzüge zwischen Berlin und Berchtesgaden über die Strecke Neumarkt–Landshut, die dadurch den Eisenbahnknoten München umgingen. Zur Erhöhung der Streckenkapazität baute die Deutsche Reichsbahn die bisherige Haltestelle Höhenberg von 1938 bis 1940 zum Bahnhof für Zugkreuzungen aus. Nach Beginn des Zweiten Weltkriegs stieg das Verkehrsaufkommen auf der Strecke durch Transporte der Wehrmacht und den Güterverkehr der Chemiewerke rund um Mühldorf stark an. Um längere Güterzüge einsetzen zu können, verlängerte die Deutsche Reichsbahn die Ausweichgleise in den Zwischenbahnhöfen. Gegen Ende des Krieges war die Strecke mehrfach Ziel von Tieffliegerangriffen. Bei einem schweren Luftangriff der United States Army Air Forces auf Landshut wurde am 19. März 1945 ein Brückenfeld der Achdorfer Isarbrücke zerstört. Um das Vorrücken amerikanischer Soldaten zu verhindern, sprengte die Wehrmacht Ende April die Isarbrücke sowie die Brücken über die Große und die Kleine Vils in Vilsbiburg und Geisenhausen. Bis zum 2. Mai 1945 wurde die Strecke vollständig durch amerikanische Truppenverbände eingenommen.
Aufgrund der zerstörten Brücken war auf der Strecke nach Kriegsende zunächst kein Zugverkehr möglich. Durch den Einbau von Behelfsbrücken in Vilsbiburg und Geisenhausen konnte die Deutsche Reichsbahn den Bahnbetrieb zwischen Neumarkt-St. Veit und Landshut Süd ab April 1946 wiederaufnehmen. Nach der Wiederherstellung der Isarbrücke war schließlich ab dem 18. September 1946 wieder die gesamte Strecke befahrbar.

### Rückbauten und Ausbau für den Nahverkehr
In den 1970er Jahren ging das Verkehrsaufkommen auf der Hauptbahn Neumarkt–Landshut deutlich zurück. Zwischen 1979 und 1982 baute die Deutsche Bundesbahn daraufhin die Bahnhöfe Aich (Niederbay) und Landshut (Bay) Süd zu Haltestellen und den Bahnhof Götzdorf (Niederbay) zum Haltepunkt zurück. Für Zugkreuzungen verblieben damit lediglich die Bahnhöfe Egglkofen, Vilsbiburg und Geisenhausen. Bis 1997 wurde der örtliche Güterverkehr an allen Zwischenstationen eingestellt.
2002 integrierte die Deutsche Bahn die Strecke Neumarkt–Landshut in ihr Regio-Netz Südostbayernbahn. Damit ging die Streckeninfrastruktur von DB Netz auf die neu gegründete DB RegioNetz Infrastruktur GmbH über. Zugleich übernahm die DB RegioNetz Verkehrs GmbH zum 15. Dezember 2002 den Betrieb des Schienenpersonennahverkehrs zwischen Mühldorf und Landshut von DB Regio.
Im Zuge des Projekts Verbesserung des SPNV Mühldorf – Landshut begann die Deutsche Bahn am 22. Juni 2007 mit Bauarbeiten zum Ausbau der Strecke. Die Stationen Neumarkt-St. Veit, Vilsbiburg, Geisenhausen und Landshut Süd erhielten neue Bahnsteige mit einer Höhe von 55 cm. Zum 27. September 2008 wurden die mechanischen Stellwerke in Egglkofen, Vilsbiburg und Geisenhausen stillgelegt und die Steuerung der Strecke ab dem 28. September durch das elektronische Stellwerk (ESTW) im Bahnhof Mühldorf (Oberbay) übernommen. Die bisherigen Formsignale an der Strecke wurden dabei durch Lichtsignale nach dem Ks-Signalsystem ersetzt. Durch die neue Stellwerkstechnik und die technische Sicherung von Bahnübergängen konnte die Deutsche Bahn die Streckenhöchstgeschwindigkeit auf einigen Abschnitten von 100 km/h auf 120 km/h anheben. Damit war ab dem Fahrplanwechsel im Dezember 2008 ein durchgehender Stundentakt im Personenverkehr zwischen Mühldorf und Landshut möglich. Durch weitere Maßnahmen zur Beschleunigung konnten ab Dezember 2009 alle Unterwegshalte im Stundentakt bedient werden.

### Planungen
Am 5. November 2018 wurde für das Projekt ABS Regensburg–Mühldorf ein positives Kosten-Nutzen-Verhältnis von 1,05 ermittelt, sodass es nach dem BSWAG in den vordringlichen Bedarf des Bundesverkehrswegeplans aufsteigt. Die Ausbaumaßnahme sieht eine Elektrifizierung zwischen Landshut und Mühldorf vor bei einer Höchstgeschwindigkeit von 120 km/h. Der Bau eines zweigleisigen Abschnitts zwischen Landshut (Bay) Süd und Geisenhausen und die teilweise Erhöhung der Streckengeschwindigkeit auf 160 km/h wurde zusätzlich geprüft, wird aber vorerst nicht weiterverfolgt. Die Deutsche Bahn begann 2021 mit den Planungen und schloss die Vorplanung des Projekts Mitte 2024 ab. Seitdem wird die daran anschließende parlamentarische Befassung im Bundestag vorbereitet. Das Bundesministerium für Digitales und Verkehr beabsichtigte im Oktober 2024, die parlamentarische Befassung noch vor der damals für September 2025 geplanten Bundestagswahl anzustoßen.

## Streckenbeschreibung

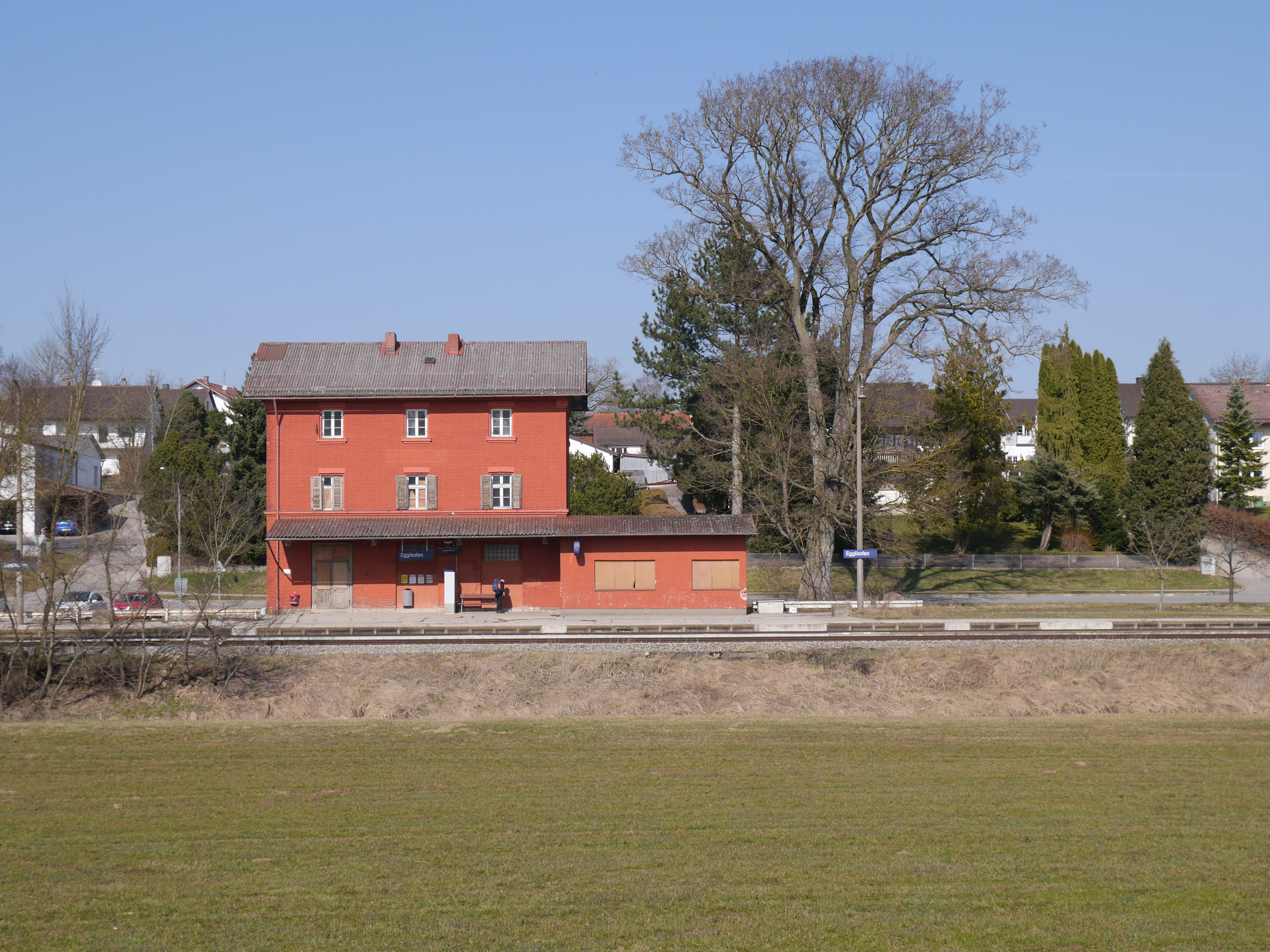
Bahnhof Egglkofen

Die Strecke verlässt gegen Osten in enger Linkskurve den Ostkopf des Bahnhofs Neumarkt-St.Veit und führt zunächst nordwestwärts im Tal des Tegernbachs nach Egglkofen, wo der Riedel zum Binatal überwunden wird, und man Letzteres sofort nächst Aich Richtung Vilstal (Vilsbiburg) quert. In Vilsbiburg gewinnt die Trasse wieder an Höhe, um über flache Seitengräben bei Geisenhausen in das Tal der Kleinen Vils sich abzusenken und dieses zu passieren. Weiter nach Nordwesten strebend, nutzt die Linie wiederum flache Gewässerkerben über die Riedel bis Kumhausen, um daselbst kurz entlang des Rossbachtals ins Isartal und an den gleichnamigen Fluss zu gelangen, der im Landshuter Stadtteil Achdorf hoch über dem Wasser überbrückt wird. Mit einer Rechtskurve mündet man nach Querung der Landshuter Flutmulde in den dortigen Hauptbahnhof.

## Fahrzeugeinsatz
Der Personenverkehr wird durch Fahrzeuge der Baureihe 628 abgewickelt. Seit dem 10. Juni 2007 wird zur Schülerbeförderung von und nach Landshut auch ein Zugpaar mit einer Diesellok der Baureihe 218 und vier Doppelstockwagen gefahren.

## Verkehr
Im Jahr 2009 verkehrten auf der Strecke wochentags 36 Personen- und acht Güterzüge, samstags und sonntags jeweils 26 Personenzüge und samstags vier Güterzüge. Zwischen Landshut und Mühldorf besteht an allen Tagen ein 60-Minuten-Takt mit Regionalbahnen, welche abwechselnd nach Rosenheim und Freilassing (– Salzburg) durchgebunden werden. In Vilsbiburg findet zur üblichen Symmetrieminute die Zugkreuzung statt.
Im Güterverkehr verkehrt Stand 2024 Montag, Mittwoch und Freitag der Kalkzug Saal (Donau)–Garching (Alz) und der werktägliche Containerzug Maschen Rbf-Burghausen Wackerwerk (Wacker-Shuttle). Ebenfalls gibt es täglich verkehrende Sondergüterzüge und Überführungsfahrten. Bei Sperrung der Strecke München-Mühldorf werden die Güterzüge über diese Strecke umgeleitet.